# Viola gloggnitzensis
Viola gloggnitzensis är en violväxtart som beskrevs av C. Richt.. Viola gloggnitzensis ingår i släktet violer, och familjen violväxter. Inga underarter finns listade i Catalogue of Life.